# Parque urbano

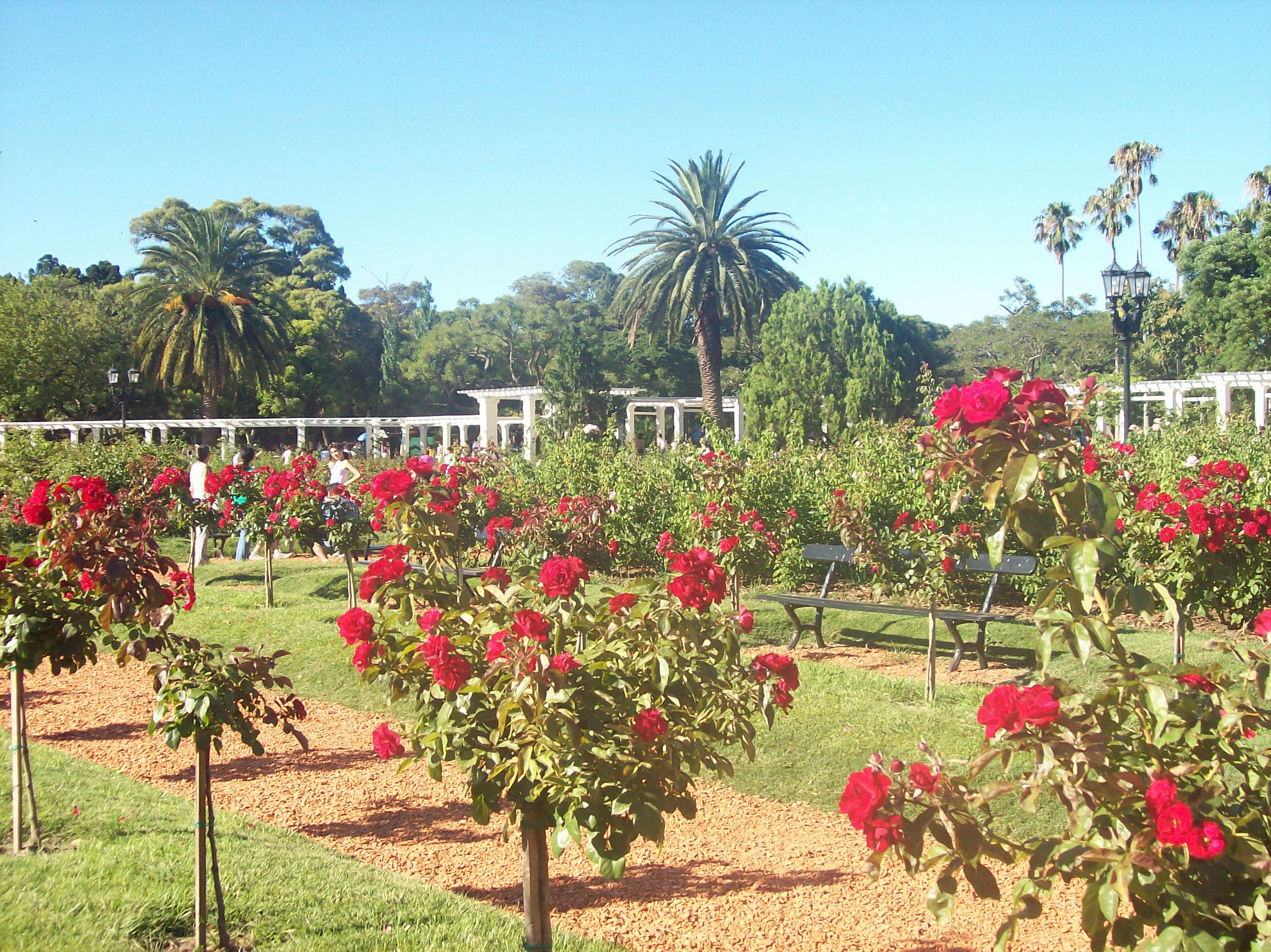
El Rosedal de Palermo, en Buenos Aires, integra el conjunto conocido como Parque Tres de Febrero.

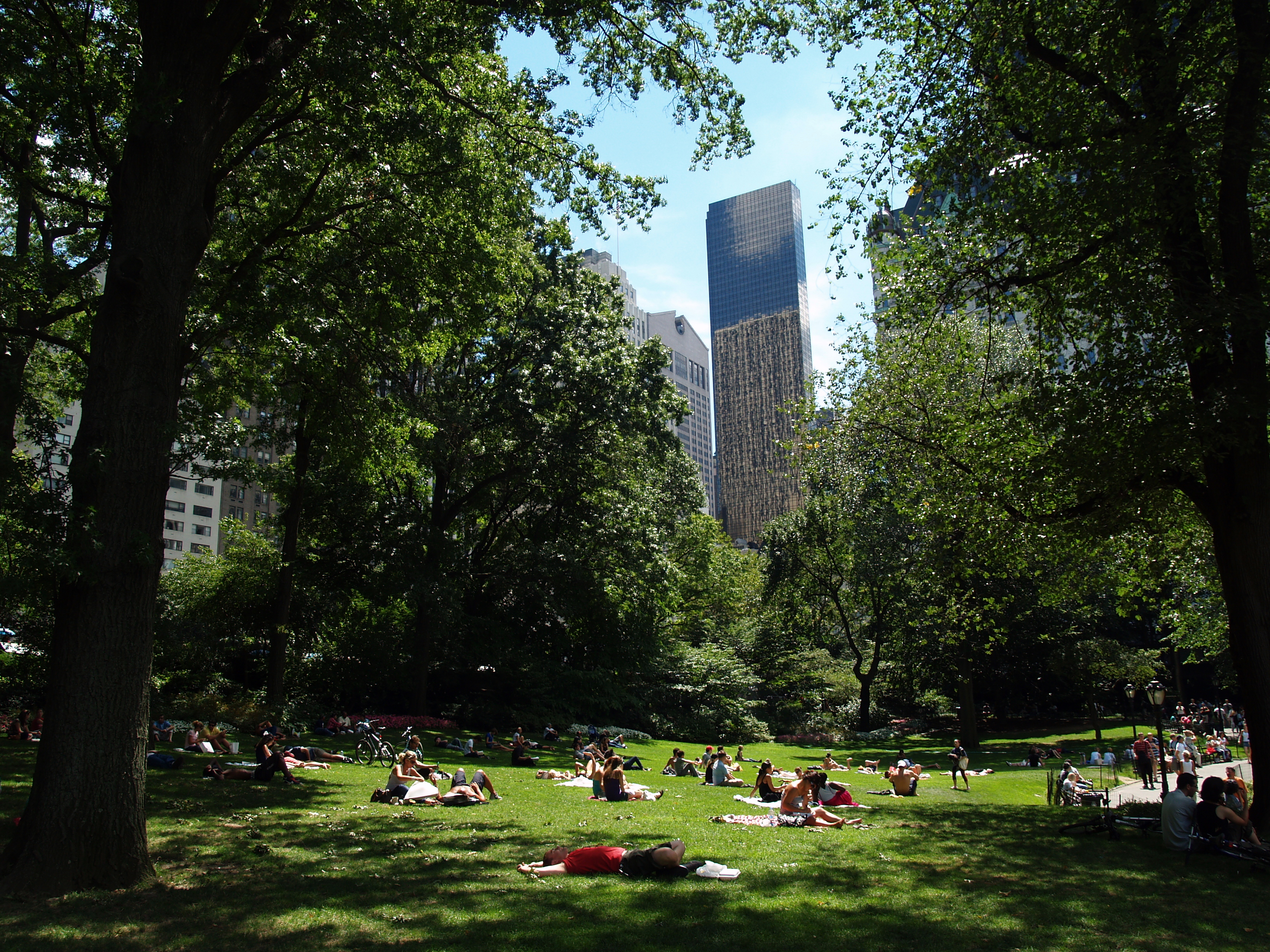
Central Park, Nueva York.

Un parque urbano (llamado también jardín público, parque municipal o parque público) es un parque ubicado en un núcleo urbano, de acceso público a sus visitantes y habitualmente debe su diseño y mantenimiento a los poderes públicos; por lo general, municipales. Regularmente, este tipo de parques incluyen en su mobiliario, juegos, senderos debidamente marcados y señalizados, amplias zonas verdes, baños públicos, luminarias, etc, dependiendo del presupuesto y las características naturales; aun así, pueden llegar a recibir millones de visitas anualmente.
Los parques urbanos son elementos importantes en la traza urbana por los potenciales beneficios ambientales, sociales y económicos que pueden producir. Por tales motivos es importante reconocer que la planeación de los parques debería ser materia de estudio e investigación en las escuelas de urbanismo y planificación urbana. Igual de importante es reconocer que estos espacios deben contemplar el uso recreativo que le dan muchos grupos sociales ya que el objetivo de los parques es proporcionar un servicio recreativo que vaya de acuerdo a las necesidades y gustos de los posibles usuarios.
Otro tipo de parques incluyen las vías verdes (o parques lineales) y los parques de bolsillo, que fueron creados debido a la ausencia de zonas recreacionales disponibles y al encarecimiento del suelo, particularmente entre los rascacielos del centro de cada ciudad.